# Colin Long (Eishockeyspieler)
Colin Long (* 19. Juni 1989 in Santa Ana, Kalifornien) ist ein US-amerikanischer Eishockeyspieler, der im Verlauf seiner aktiven Karriere zwischen 2005 und 2023 unter anderem 84 Spiele für die Düsseldorfer EG und Krefeld Pinguine in der Deutschen Eishockey Liga (DEL) auf der Position des Centers bestritten hat. Darüber hinaus absolvierte Long annähernd weitere 200 Partien in der American Hockey League (AHL) und ECHL.

## Karriere
Long begann 2005 seine Karriere in der Western Hockey League (WHL) bei den Kelowna Rockets. In der Saison 2007/08 erzielte er 31 Tore und 100 Scorerpunkte und wurde dafür ins WHL East First All-Star Team berufen. Danach wurde er beim NHL Entry Draft 2008 an 99. Stelle von den Phoenix Coyotes aus der National Hockey League (NHL) ausgewählt und unterschrieb dort am 1. Oktober 2009 seinen ersten Profivertrag, wurde aber in die American Hockey League zu den San Antonio Rampage geschickt, wo er in 29 Spielen vier Punkte erzielte, bevor er im Januar eine Kopfverletzung erlitt, die das Saisonende bedeutete.
Nach zwei weiteren immer wieder durch Verletzungen unterbrochenen Spielzeiten in der Organisation der Coyotes bekam er keinen neuen Vertrag und unterschrieb einen Einjahresvertrag bei der Düsseldorfer EG. Beim Medizincheck wurde jedoch festgestellt, dass seine Kopfverletzungen noch nicht vollständig ausgeheilt waren, und der Vertrag wurde mit sofortiger Wirkung aufgelöst. Jedoch wurde ihm angeboten, während seiner Rekonvaleszenz als zusätzlicher Assistenztrainer bei der DEG zu arbeiten, was Long annahm. Am 11. Januar 2013 bestritt Long sein erstes Spiel nach 16-monatiger Verletzungspause und steuerte beim 2:1-Sieg gegen die Hamburg Freezers eine Vorlage bei. Der US-Amerikaner blieb anschließend bis zum Sommer 2014 in Düsseldorf, ehe er für die Saison 2014/15 zum rheinischen Rivalen und Ligakonkurrenten Krefeld Pinguine wechselte.
Im Sommer 2015 zog es Long nach Schweden, wo er ebenso ein Jahr beim Asplöven HC in der zweitklassigen HockeyAllsvenskan verbrachte, wie anschließend bei Asiago Hockey aus der Alps Hockey League. Zwischen 2017 und 2019 ging der Stürmer für den HC Gherdëina in derselben Liga auf Torejagd. Danach war er für den österreichischen Klub EHC Lustenau in der Alps Hockey League tätig. Vor dem Hintergrund der COVID-19-Pandemie pausierte Long in der Spielzeit 2020/21 und kehrte daraufhin nach Nordamerika zurück. Dort war er zwischen 2021 und 2023 für die Adirondack Thunder in der ECHL aktiv. Zur Saison 2024/25 wechselte Long in die Eishockey-Regionalliga NRW zu den Eisadlern nach Dortmund.

## Erfolge und Auszeichnungen
- 2008 WHL West First All-Star Team
- 2009 WHL West Second All-Star Team
- 2009 Ed-Chynoweth-Cup-Gewinn mit den Kelowna Rockets
- 2017 Italienischer Vizemeister mit Asiago Hockey

## Karrierestatistik
(Legende zur Spielerstatistik: Sp oder GP = absolvierte Spiele; T oder G = erzielte Tore; V oder A = erzielte Assists; Pkt oder Pts = erzielte Scorerpunkte; SM oder PIM = erhaltene Strafminuten; +/− = Plus/Minus-Bilanz; PP = erzielte Überzahltore; SH = erzielte Unterzahltore; GW = erzielte Siegtore; 1 Play-downs/Relegation; Kursiv: Statistik nicht vollständig)